# Perfeição de Cristo

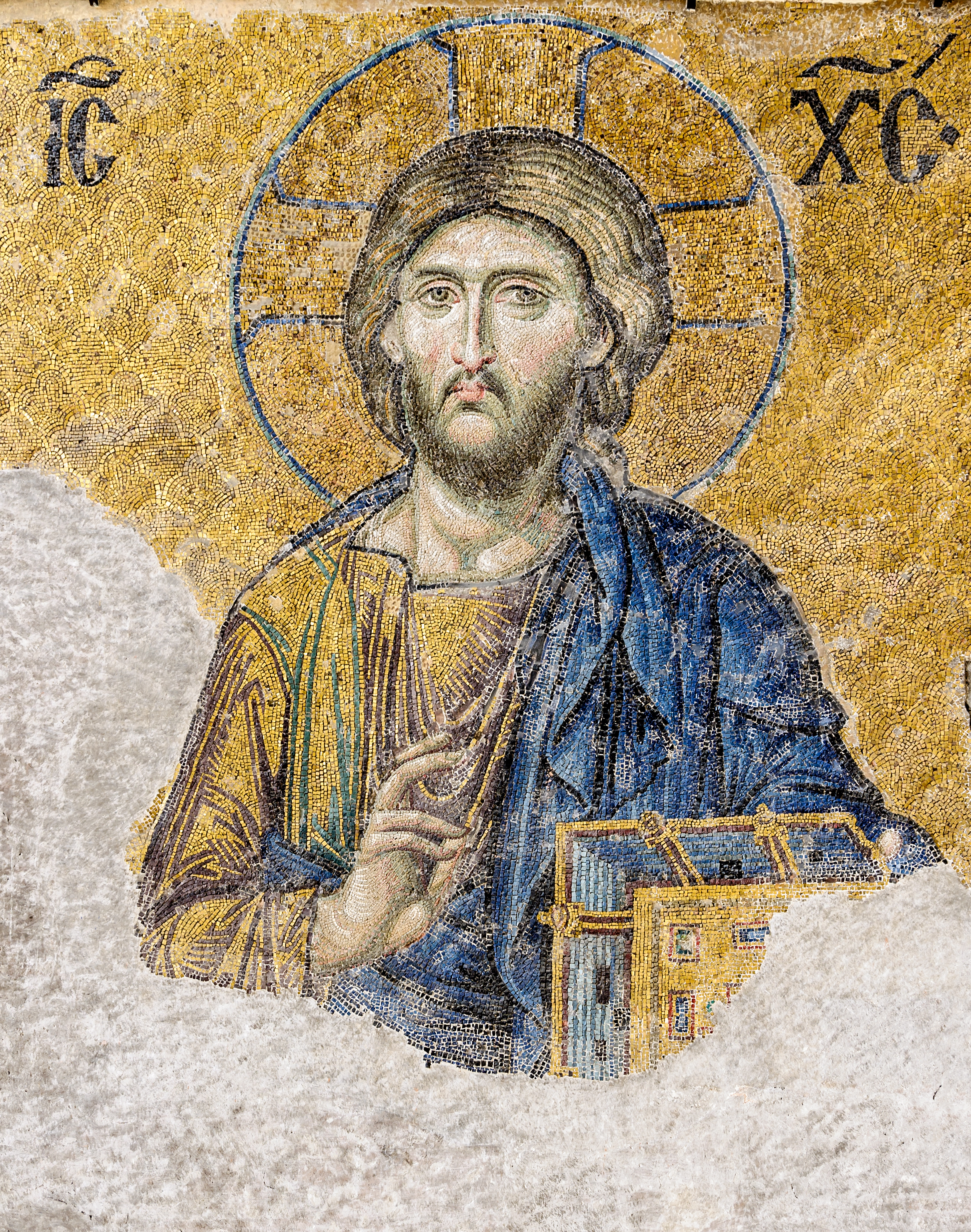
Cristo Pantocrator

A Perfeição de Cristo é um princípio na cristologia que afirma que os atributos humanos de Cristo eram exemplos de perfeição em todos os sentidos possíveis.

## Teologia
A visão de Paulo de Tarso de que Cristo era um "homem perfeito" considerava-o como o "segundo Adão", que trouxe a vida enquanto Adão deixou um legado de pecado (I Coríntios 15:22 e Romanos 5:12.
No século II, Ireneu de Lyon baseou seu conceito de perfeição de Cristo no Evangelho de João (assim como nos outros, chamados de evangelhos sinóticos) ao invés das epístolas paulinas. Para ele, a perfeição de Cristo se origina no fato de que ele é o "Verbo", ou seja, o Logos que é pré-existiu como Cristo de forma perfeita, intocada pelo pecado: por ele ser o primeiro, ele pôde conquistar a perfeição.
No século III, Tertuliano enfatizou a perfeição de Cristo como uma consequência fundamental da encarnação do Logos em Cristo. Na visão dele, sugerir que qualquer coisa pudesse "melhorar" Cristo seria negar os evangelhos.
Durante a Idade Média, um foco principal dos estudos cristológicos sobre o "conhecimento de Cristo" foi sua perfeição, como em João 1:14, no qual João afirma que ele era "cheio de graça e de verdade". No século XIII, a perfeição de Cristo foi sujeitada a uma detalhada análise teológica por Tomás de Aquino em sua "Summa Theologica".
João Calvino considerava a perfeição de Cristo como uma fonte de graça que cobria as marcas do pecado em outros.